# Gautor (Oppenheim)

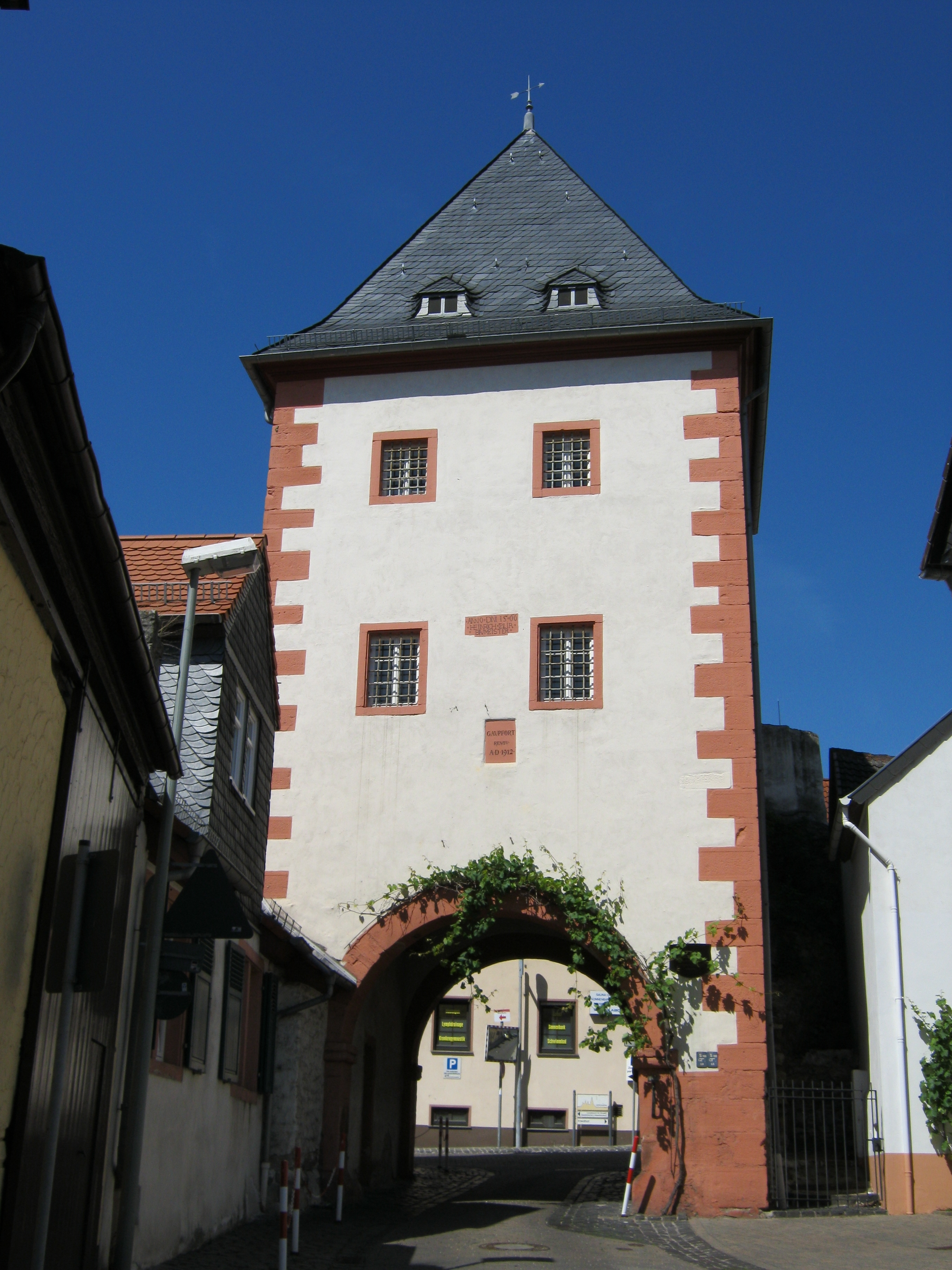
Das Gautor von Oppenheim von der Stadtseite gesehen.

Das Gautor ist ein Stadttor im rheinhessischen Oppenheim in Rheinland-Pfalz. Es stammt aus dem  13. Jahrhundert und ist das einzige noch vollständig erhaltene Tor der mittelalterlichen Stadtbefestigung. Sein heutiges Erscheinungsbild entspricht weitgehend dem Aussehen, das es nach Zerstörung und Wiederaufbau im Jahr 1566 erhielt.

## Geschichte

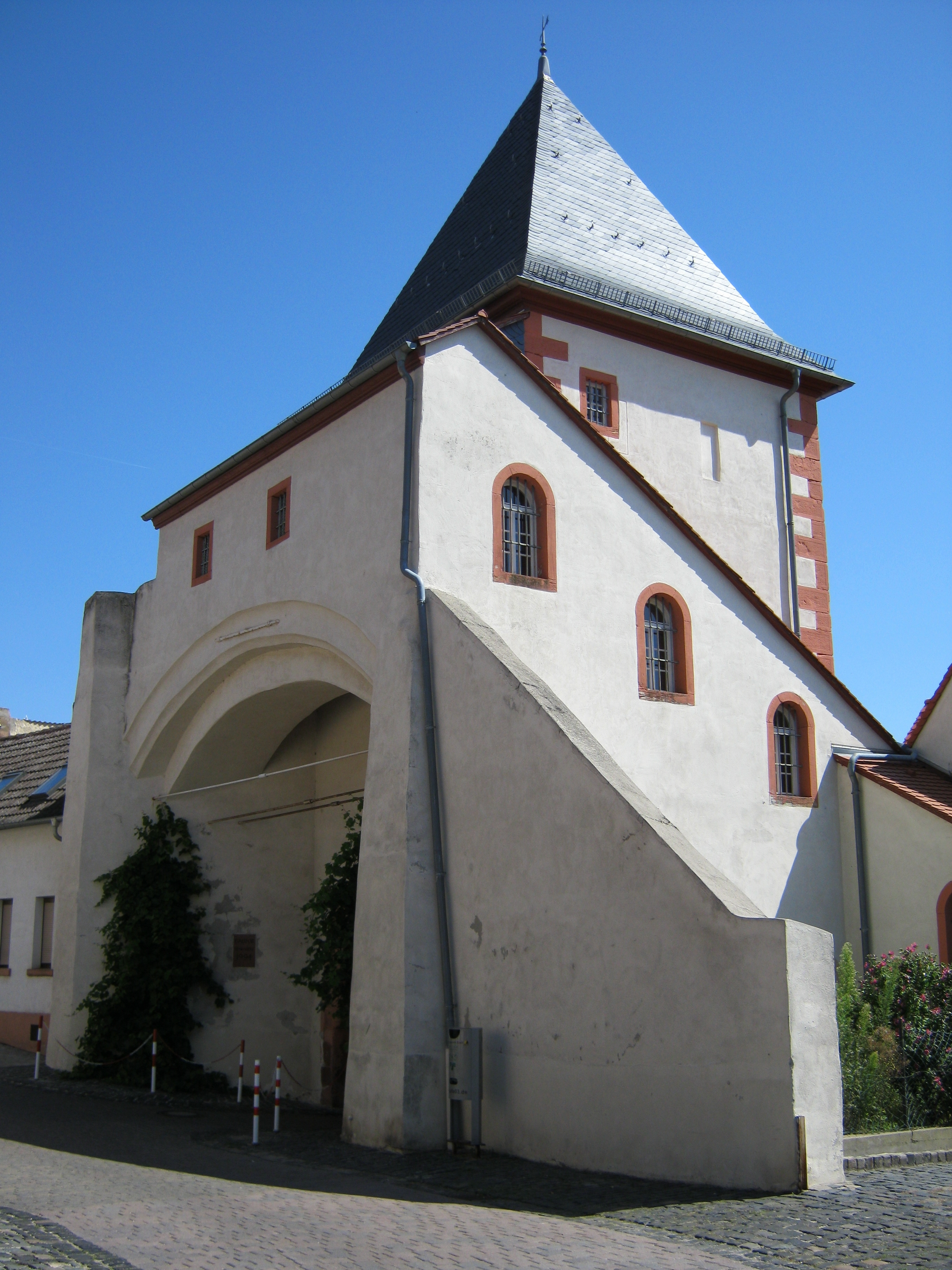
Das Gautor von der Außenseite gesehen.

Das Oppenheimer Gautor trägt diesen Namen, weil es einst als Verbindung von der Stadt zum Gau (althochdeutsch für Landschaft) diente. Es wurde im frühen 13. Jahrhundert im spätromanischen Stil errichtet und sicherte den westlichen Ausgang der Stadt und die Straße nach Dexheim. Oppenheim war 1225 zur Freien Reichsstadt erhoben worden. Neben diesem inneren Gautor gab es noch ein äußeres, das auch „blauer Hut“ genannt wurde, jedoch heute völlig verschwunden ist.
1566 wurde das Gautor nach Zerstörung erstmals wieder aufgebaut (eine Inschrift auf der Stadtseite des Tores nennt Heinrich Blir als Baumeister). Nachdem Oppenheim im Dreißigjährigen Krieg (1618–1648) und im Pfälzischen Erbfolgekrieg (1688–1697) mehrfach zerstört worden war, wurde das Gautor 1724 erneut aufgebaut. Im 18. Jahrhundert verlor das Tor jedoch zunehmend seine militärische Bedeutung und diente ab 1747 als Gefängnis. 1912 wurde das Gebäude grundlegend renoviert und umgebaut, und es beherbergte bis 1994 das Oppenheimer Stadtarchiv.
Seit 1994 ist im Gautor die Geschäftsstelle der Vereinigung Oppenheimer Gewerbetreibender untergebracht. Das Tor und die übrigen Reste der ehemaligen Stadtbefestigung stehen als Gesamtanlage unter Denkmalschutz.